# داستلي مولدر
داستلي مولدر (بالهولندية: Dustley Mulder)‏ (27 يناير 1985 بارن هولندا - ) هو لاعب كرة قدم هولندي، يلعب كمدافع.

## روابط خارجية
- داستلي مولدر على موقع قاعدة بيانات كرة القدم.إي يو (الإنجليزية)
- داستلي مولدر على موقع ناشيونال فوتبول تيمز (الإنجليزية)
- داستلي مولدر على موقع Soccerway.com (الإنجليزية)
- داستلي مولدر على موقع AS.com (الإسبانية)